# 야타노촌
야타노촌(矢田野村)은 이시카와현 에누마군에 존재했던 촌이다. 현재의 고마쓰시에 해당한다.

## 지리
- 현재의 고마쓰시 남서부. 시바야마가타의 동쪽, 아와즈 온천의 서쪽에 위치한다. 이 마을의 동쪽은 일부 아와즈 온천 마을에 걸쳐 있었다. 지형은 평탄한 부분이 많다.
- 주요 산업은 농업(쌀, 보리, 감자, 고구마, 차), 목재업(제재, 펄프), 방적, 기와 제조 등임.

## 역사
- 1889년 4월 1일 - 정촌제 시행에 의해 7개 촌의 구역을 가지고 성립하였다.
- 1897년 9월 20일 - 호쿠리쿠 본선 후쿠이~고마쓰 구간이 개통되어 마을을 통과. 역은 설치되지 않음.
- 1955년 4월 1일 - 고마쓰시에 편입되었다.

## 교통

### 철도
- 호쿠리쿠 철도
  - 아와즈선